# 스이젠지조주엔

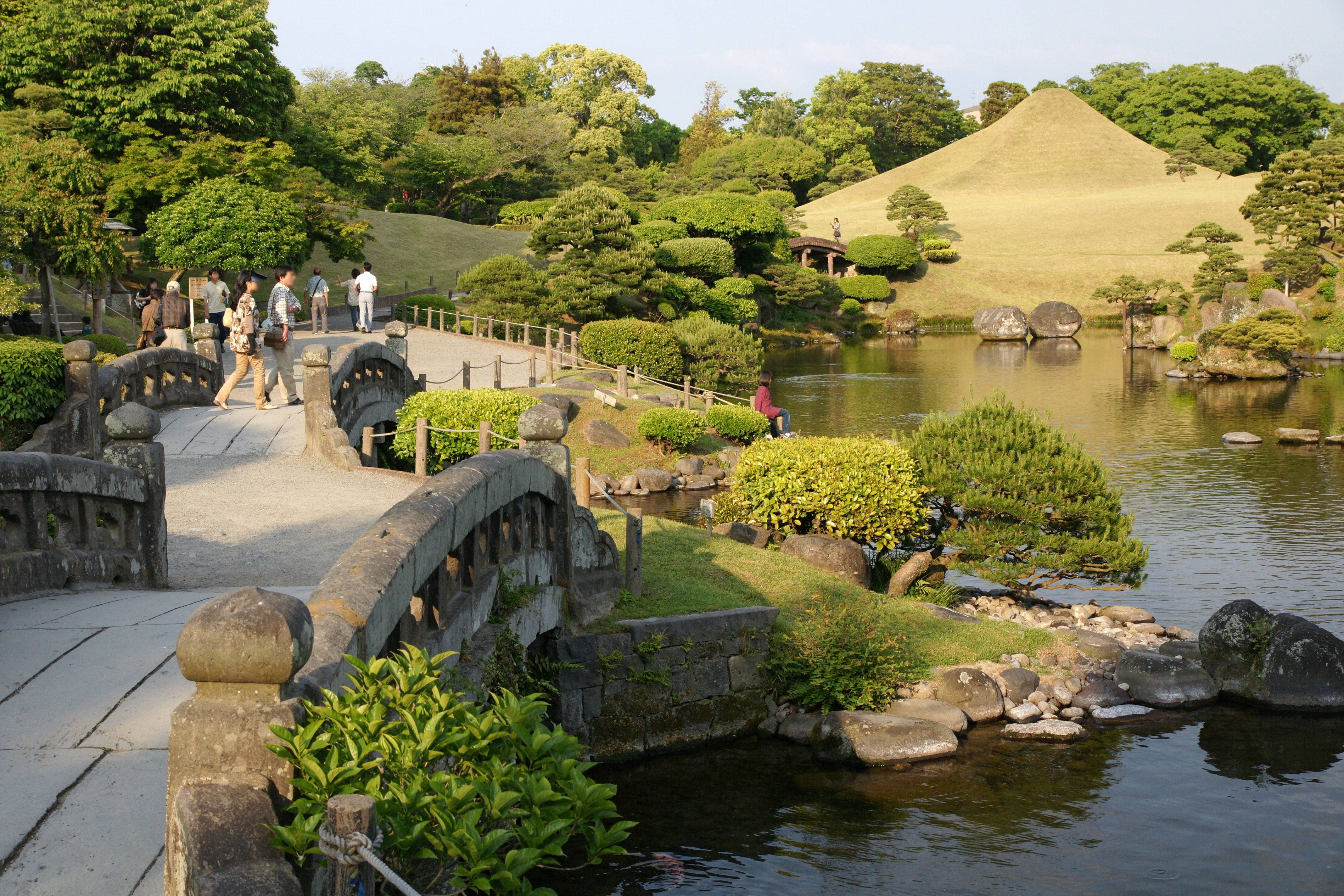
스이젠지조우엔

스이젠지조주엔(水前寺成趣園)은 일본 구마모토현 구마모토시 주오구에 있는 다이묘 정원이다. 면적은 약 73,000 평방 미터로, 통칭은 스이젠지 공원(水前寺公園)이다.
1929년 12월 17일에 국가 명승 및 국가 사적으로 지정되었다.